# Moyle
Moyle (irisch An Mhaoil) war einer der 26 nordirischen Districts, die von 1973 bis 2015 bestanden. Der District, dessen Gebiet in der traditionellen Grafschaft Antrim lag, war der bevölkerungsärmste aller nordirischen Districts. Bedeutende Orte waren die Stadt Ballycastle, die auch Verwaltungssitz war, sowie Bushmills, Ballintoy, Armoy, Cushendall, Cushendun und Waterfoot. Zum 1. April 2015 ging er im neuen District Causeway Coast and Glens auf.

## Moyle Council
Die Wahl zum Moyle Council am 11. Mai 2011 hatte folgendes Ergebnis:
| Partei | Partei                                    | Ergebnis 2011 | Ergebnis 2011 | Veränderung zu 2005 | Veränderung zu 2005 |
| Partei | Partei                                    | Sitze         | Stimmen       | Sitze               | Stimmen             |
| ------ | ----------------------------------------- | ------------- | ------------- | ------------------- | ------------------- |
|        | Sinn Féin                                 | 3             | 21,4 %        | −1                  | −9,4 %              |
|        | Ulster Unionist Party (UUP)               | 3             | 14,1 %        | ±0                  | +1,8 %              |
|        | Social Democratic and Labour Party (SDLP) | 2             | 16,1 %        | −1                  | −4,8 %              |
|        | Democratic Unionist Party (DUP)           | 2             | 14,8 %        | ±0                  | −6,9 %              |
|        | Traditional Unionist Voice                | 1             | 2,5 %         | +1                  | +2,5 %              |
|        | Unabhängige                               | 4             | 31,0 %        | +1                  | +16,9 %             |